# Sarah Kayee
Sarah Kayee is een bestuurslaag in het regentschap Aceh Timur van de provincie Atjeh, Indonesië. Sarah Kayee telt 272 inwoners (volkstelling 2010).